# Eduard Göbel

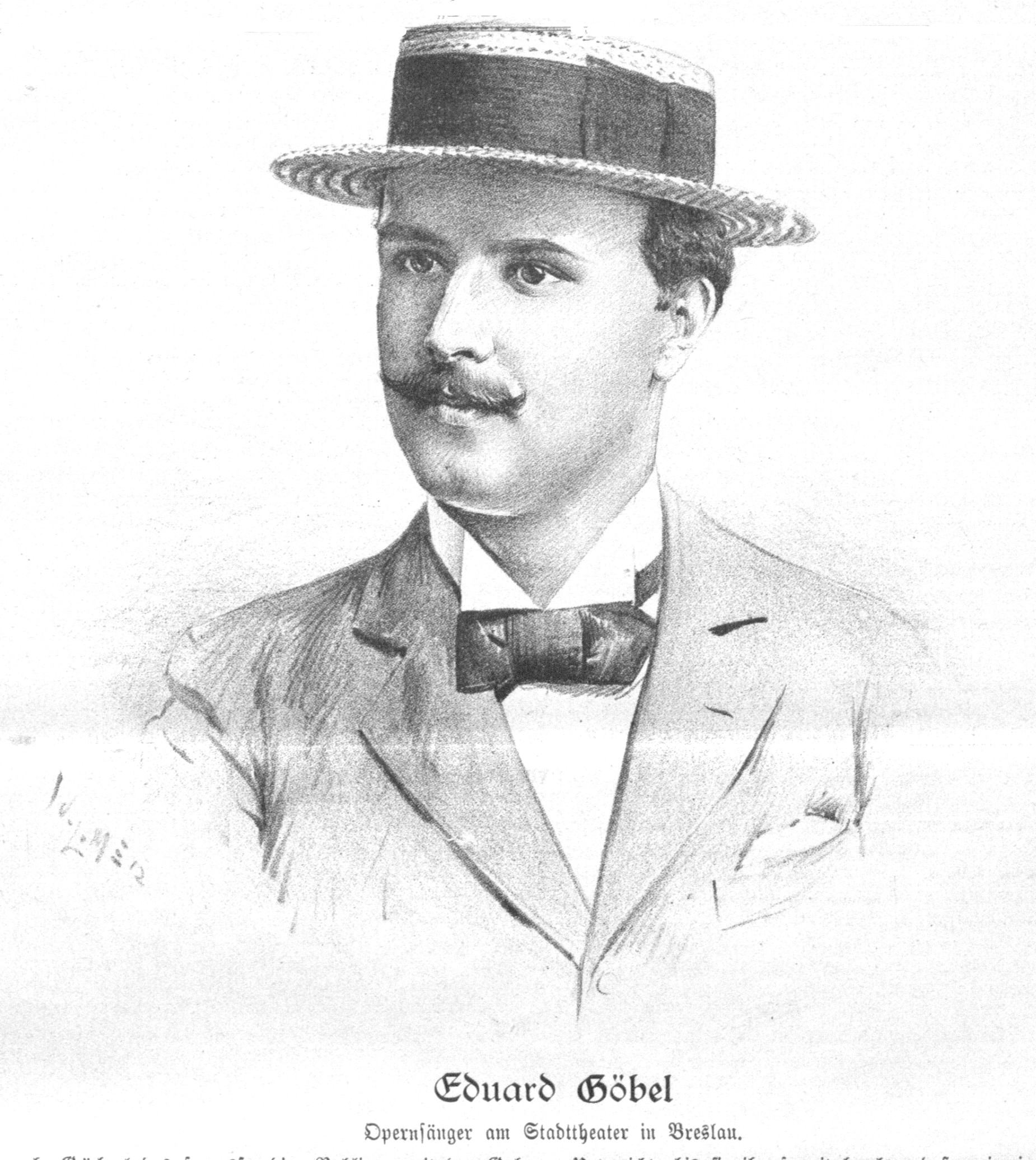
Eduard Göbel im Jahre 1898

Eduard Göbel (8. August 1867 in Darmstadt – 10. Dezember 1945 in Goddelau) war ein deutscher Theaterschauspieler und Opernsänger (Tenor) sowie Gesangspädagoge.

## Leben
Der Sohn eines Malers, von Hermann Butterweck für die Bühne ausgebildet, widmete sich zuerst dem Schauspiel und wurde 1886 für das Hoftheater in Darmstadt engagiert. Er wirkte daselbst im Fache der jugendlichen Liebhaber bis 1892, trat dann in den Verband des Berliner Theaters (1892 bis 1895), kam von dort ans Lessingtheater (1895 bis 1898) und hierauf ans Stadttheater in Breslau. Dort vollzog er den Übergang vom Schauspieler zum Sänger. Seine Ausbildung verdankte er Frau Professor Corelli und dem Opernsänger Adolf Neudörfer. Ab 1902 wurde er für das Hoftheater in Hannover verpflichtet, wo er bis 1905 verblieb.
Von 1908 bis 1911 wirkte er am Stadttheater in Lübeck lebte anschließend in Halle/Saale. Von dort aus gab er noch Gastspiele und Konzerte und arbeitete pädagogisch.
Eduard Göbel wurde auf dem Waldfriedhof Darmstadt (Grabstelle: L 1f 6) bestattet.